# Ben Foden
Pour les articles homonymes, voir Foden.

a Compétitions nationales et continentales officielles uniquement.

b Matchs officiels uniquement.
Dernière mise à jour le 20 février 2020.
Benjamin James Foden dit Ben Foden, né le 22 juillet 1985 à Chester, est un joueur international anglais de rugby à XV. Il a évolué au Rugby United New York au poste d'arrière ou de demi de mêlée à partir de 2019, après avoir joué pour les Sale Sharks et les Northampton Saints.

## Biographie

### Carrière
Ben Foden joue avec le club des Northampton Saints en Challenge européen et dans le Championnat d'Angleterre. Il honore sa première cape internationale en équipe d'Angleterre le 7 février 2009 contre l'équipe d'Italie.

### Vie privée
Le 30 juin 2012, Ben Foden épouse la chanteuse irlandaise, Una Healy - qu'il fréquente depuis quatre ans. Ils ont deux enfants : une fille, Aoife Belle Foden (née le 13 mars 2012), et un garçon, Tadhg John Foden (né le 2 février 2015). La presse dévoile la séparation du couple en juillet 2018, à la suite des infidélités de Ben Foden avec une attachée de presse âgée de 26 ans, Becky Milne, qu'il fréquentait depuis de longs mois. Leur divorce est prononcé en août 2019. 
En août 2019, Ben Foden épouse Jackie Belanoff Smith, au bout de seulement deux semaines de relation,. Le 20 mai 2020, ils deviennent les parents d'une fille, prénommée Farrah.

## Palmarès
- Vainqueur du Challenge européen en 2005
- Finaliste de la Coupe d'Europe en 2011
- Vainqueur du Challenge européen en 2014
- Vainqueur du Championnat d'Angleterre en 2014
- Vainqueur du tournoi des six nations en 2011

## Statistiques en équipe nationale
- 34 sélections avec l'équipe d'Angleterre[2]
  - 35 points (7 essais)
- Sélections par année : 1 en 2009, 9 en 2010, 12 en 2011, 8 en 2012 et 4 en 2013.
  - Au Tournoi des Six Nations : 2009 (1 sélection), 2010 (3), 2011 (5), 2012 (5)
  - En Coupe du monde : 2011 (4 sélections)